# Meet Kevin Johnson
"Meet Kevin Johnson" (titulado "Te presento a Kevin Johnson" en España y "Conoce a Kevin Johnson" en Hispanoamérica) es el octavo episodio de la cuarta temporada de la serie de televisión Lost. Fue transmitido en Estados Unidos y Canadá el 20 de marzo de 2008, reuniendo una audiencia media de 11,3 millones de espectadores.
Sayid se enfrenta al espía de Ben en el carguero, y Ben urge a Alex para que se aparte de Locke, en aras de sobrevivir a un ataque inminente. Los flashbacks muestran a Michael Dawson después de salir de la isla y hasta su retorno en el carguero. En este episodio también retorna por primera vez la ya fallecida Libby.

## Trama

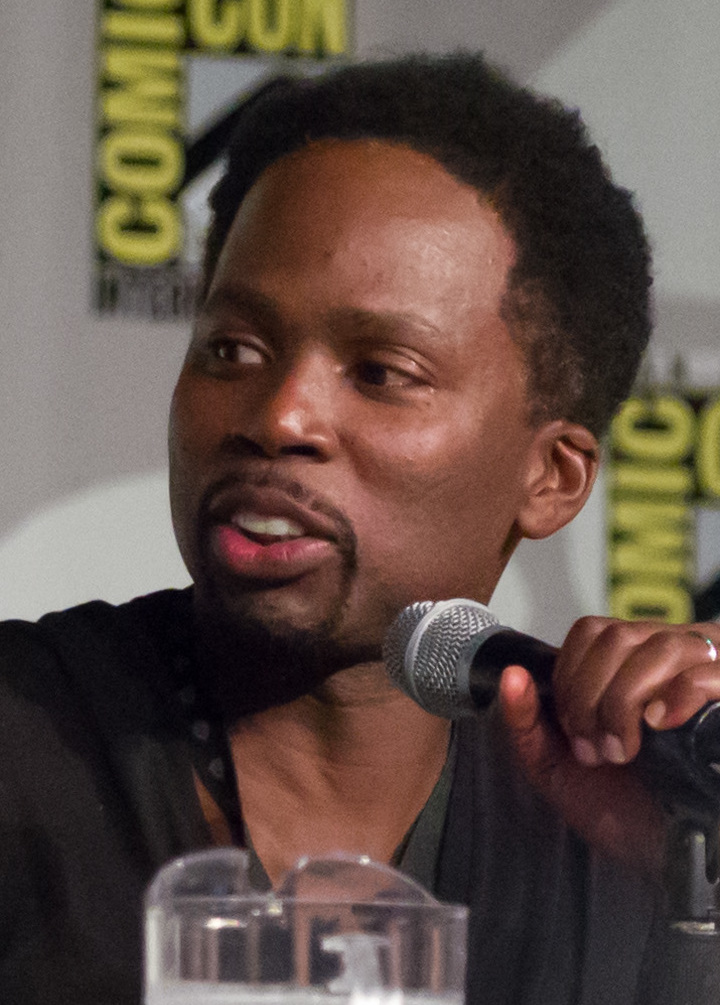
Harold en 2014

Durante una reunión del grupo de Locke en las barracas, Ben confirma que Michael Dawson es su espía dentro del carguero Kahana. Mientras tanto, en el buque, donde hay una crisis por las condiciones psicológicas de la tripulación, Sayid se enfrenta a Michael y le exige contarle cuál es su propósito allí.
Luego, Ben aborda por separado a Alex y la convence de que debe ocultarse en el lugar más secreto de la isla, El Templo, para evitar que la gente del carguero la capture y la use para llegar a él. Ben dice confiar en que Danielle Rousseau, madre de Alex, la protegerá y la insta a marcharse con ella y con Karl. Cuando siguen la ruta señalada por Ben hacia El Templo, Alex, Karl y Danielle sufren una emboscada y Karl y Danielle son abatidos. Alex sólo se salva gritando a quienes disparan, que ella es hija de Ben.
En el carguero, cuando Michael le revela a Sayid que espía para Ben, Sayid lo pone en evidencia y denuncia la verdadera identidad de Michael, como superviviente del Oceanic 815, traidor de sus compañeros y servidor de Ben.

### Flashback
Michael ha retornado a Manhattan (New York) y tiene a Walt al cuidado de la abuela paterna a la que le ha pedido no contar a nadie que sobrevivieron. Walt rechaza hablar con Michael porque su propio padre le ha contado lo que hizo para salir de la isla. Michael desesperado trata de suicidarse varias veces en diferentes formas, pero no lo logra. 
Aparece Tom para proponer a Michael que lo ayude a él y a sus compañeros y le advierte que nunca podrá suicidarse, que la isla no se lo permitirá. Michael no quiere colaborar con Tom y le recuerda que fue él quien secuestró a su hijo, a lo que Tom contesta que ellos lo devolvieron y que el culpable del distanciamiento de Walt es su propio padre, por contarle lo que hizo y además le da como dirección un hotel, para que lo busque cuando se decida. 
Al enterarse del supuesto hallazgo de los restos del Oceanic 815 cerca de Bali, Michael acude donde Tom a quien encuentra con quien parece ser su pareja gay, Arturo, quien sale de la habitación para que Tom asigne su misión a Michael. Tom adjudica el falso hallazgo a Charles Widmore y dice que Michael curará sus culpas si salva a sus excompañeros que están en la isla y van a ser eliminados por la tripulación de un carguero enviado por Widmore a localizar la isla. Michael acepta infiltrarse en el Kahana y destruirlo. Recibe una supuesta bomba para cumplir su propósito, pero cuando intenta detonarla no pasa nada. Entonces Michael recibe una llamada telefónica para decirle que la bomba no explotó porque Ben no mata inocentes y en el barco aún hay gente inocente.